# Resolution 1802 des UN-Sicherheitsrates
Mit der Resolution 1802 des UN-Sicherheitsrats wurde beschlossen, das Mandat der UNMIT in Osttimor unter Beibehaltung der seinerzeit genehmigten Personalstärke bis zum 26. Februar 2009 zu verlängern. Die Resolution wurde am 23. Februar 2008 unter Hinweis auf die Resolutionen 1599, 1677, 1690, 1703, 1704 und 1745 verabschiedet. Zusätzlich wurde der Bericht des Generalsekretärs Ban Ki-moon (S/2007/711) hierzu zur Kenntnis genommen.

## Hintergrund
Nach der indonesischen Besatzung von 1975 bis 1999 stand Osttimor zunächst unter UN-Verwaltung. Nach der Entlassung des Landes in die Unabhängigkeit am 20. Mai 2002 blieb die UN-Mission zur Unterstützung. Sie sollte eigentlich 2006 enden, doch brachen noch im selben Jahr Unruhen aus. Die Integrierte Mission der Vereinten Nationen in Timor-Leste (UNMIT) sorgte zusammen mit der International Stabilization Force (ISF) für die Wiederherstellung von Ruhe und Ordnung und einer Stabilisierung des Landes. Nach den Parlamentswahlen in Osttimor 2007 kam es nochmals zu kleineren Unruhen, aufgrund dessen nochmals 4000 bis 6000 Menschen aus ihren Häusern fliehen mussten. Betroffen war hier vor allem der Osten des Landes. Am 11. Februar 2008 kommt es zu einem Attentatsversuch durch die Rebellen. Staatspräsident José Ramos-Horta wird schwer verletzt, Premierminister Xanana Gusmão kann den Attentäter unverletzt entkommen. Alfredo Alves Reinado, der Führer der Attentäter kommt bei dem Anschlag ums Leben.

## Die Resolution

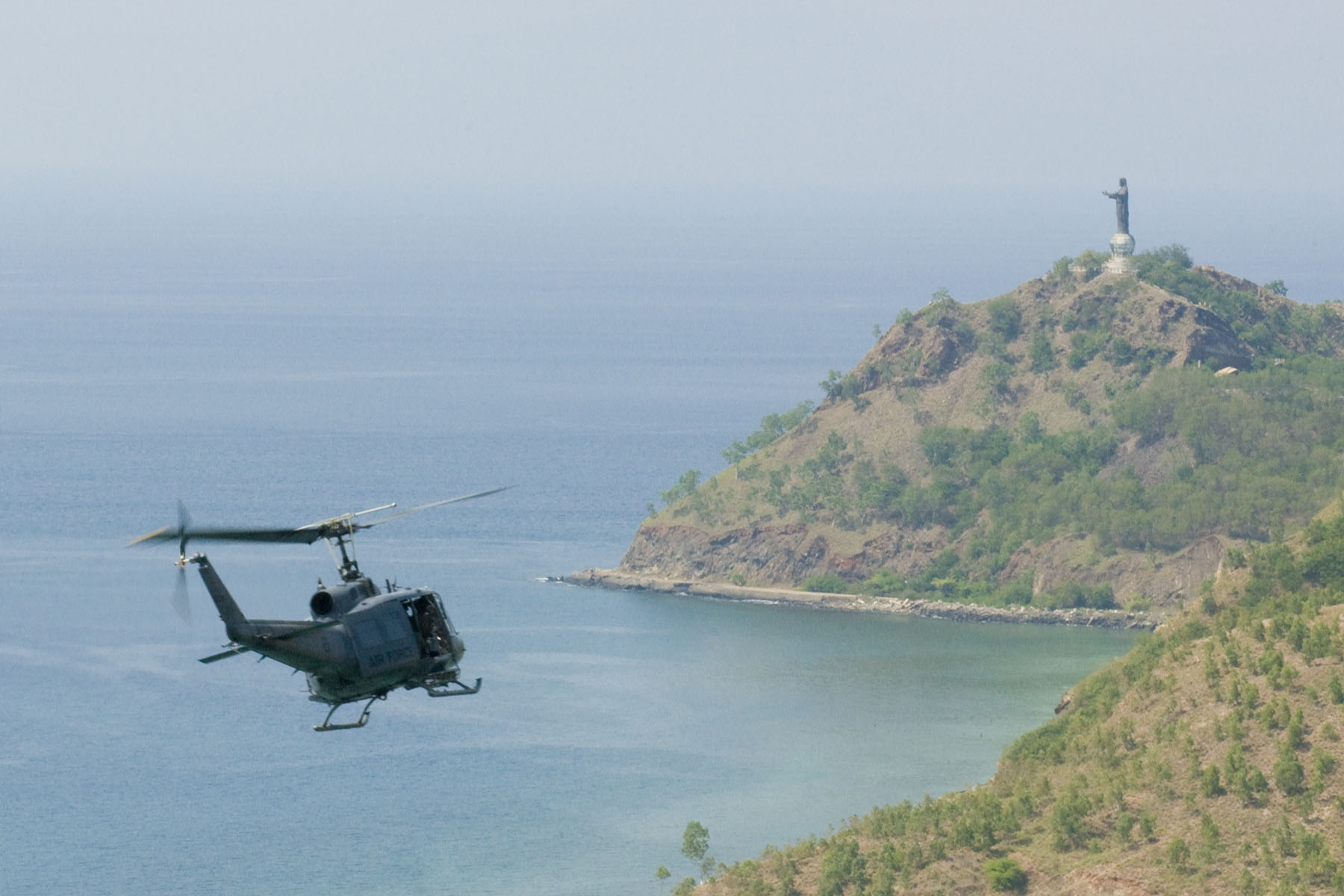
Neuseeländischer Militärhubschrauber der ISF über Dili (2009)

Der Sicherheitsrat bestätigte seine Verpflichtung zum Erhalt der Souveränität, Unabhängigkeit, territorialen Integrität und nationalen Einheit Osttimors und der Förderung der langfristigen Stabilität des Landes. Er begrüßte die erfolgreiche Durchführung der Präsidentschafts- und Parlamentswahlen und die Bildung einer neuen demokratisch gewählten Regierung. Diese und das Volk Osttimors wurden angehalten, ihre Anstrengungen zur Lösung der politischen Probleme anzugehen. Die politische, sicherheitspolitische, soziale und humanitäre Lage in Osttimor sah der Sicherheitsrat als weiter fragil an. Die Unabhängigkeit der Justiz und ihre Verantwortung sei zu respektieren. Der ISF wurde volle Unterstützung zugesichert bei ihrer Rolle als Unterstützer der Regierung Osttimors und der UNMIT beim Wiederaufbau und der Durchsetzung von Recht und Stabilität. Gewürdigt wurden die bisherigen Fortschritte in der Verwaltung Osttimors.
Das Mandat der UNMIT wurde bis zum 26. Februar 2009 verlängert. Der Sicherheitsrat verurteilt auf das Schärfste die Angriffe auf Präsident und Premierminister Osttimors am 11. Februar 2008 und den Versuch, das Land zu destabilisieren. Die Regierung wurde aufgefordert, die Verantwortlichen durch die Justiz zur Verantwortung ziehen zu lassen. Die Bevölkerung wurde aufgefordert, die Ruhe zu bewahren. Alle Parteien und politischen Führer wurden aufgefordert, weiter zusammenzuarbeiten für Demokratie, Frieden, Rechtsstaatlichkeit, soziale Nachhaltigkeit, wirtschaftliche Entwicklung und Aussöhnung. Weiterhin wurde die Notwendigkeit der Unterstützung der internationalen Gemeinschaft gesehen, um Osttimor zu entwickeln, seine Institutionen zu stärken und den Justizsektor auszubauen. Die UNMIT wurde angewiesen die Regierung in verschiedenen Punkten zu unterstützen. Regierung und UNMIt sollten weiter am Wiederaufbau der Sicherheitsstrukturen wirken, inklusive Nationalpolizei Osttimors (PNTL), Verteidigungskräfte Osttimors (F-FDTL) und die Ministerien für Inneres und Verteidigung. Handlungsbedarf sah der Sicherheitsrat auch in Bezug auf Gewalt gegen Frauen und Mädchen.

## Folgezeit
Die Rebellenbewegung brach nach dem Tod Alfredo Reinados in wenigen Wochen zusammen. Auch nach der Gerichtsverhandlung blieben die genauen Umstände des Todes Reinados unklar. Am 24. August 2010 begnadigte Präsident Ramos-Horta alle wegen des Attentats Verurteilten. Die Mission der UNMIT endete am 31. Dezember 2012.